# Pérdicas (general)
Pérdicas (en griego antiguo Περδίκκας/Perdíkkas), militar macedonio (m. 321 a. C.), fue uno de los generales y diádocos de Alejandro Magno. Nació en una familia aristócrata de la región de Oréstide, en Macedonia, y llegó a participar en todas las batallas del conquistador. Fue herido en Tebas en 335 a. C.; después comandó como hiparco un cuerpo de caballería. Hacia 330 a. C., fue uno de los diez sômatophylakes (hombres de confianza) del soberano y ejerció, a partir de 324 a. C., la función de quiliarca (primer ministro) sin llevar el título. Según algunas fuentes, recibió el anillo de Alejandro Magno en el lecho de muerte de este
A la muerte de Alejandro convocó una reunión en la que propuso a los demás generales elegir un jefe hasta que Roxana (viuda de aquel) diera a luz. Pero la propuesta no fue aceptada y resolvieron esperar al parto sin nombrar a nadie.
En junio de 323 a. C., Pérdicas se otorgó plenos poderes y gobernó en nombre de los reyes Filipo III y Alejandro IV, ambos incapaces de gobernar, como tutor. Se enfrentó, en seguida, a los diversos sátrapas recelosos de su autoritarismo. Durante un tiempo ayudó a su principal aliado Eumenes de Cardia, apropiándose de Capadocia, mientras que Antípatro y Crátero reducían la rebelión de Atenas y de Etolia.
El conflicto estalló poco después porque Antígono, al que Pérdicas pidió cuentas sobre el gobierno de su satrapía (sin duda para eliminarlo), se puso bajo el amparo de Antípatro. Para fortalecer su control sobre el imperio, Pérdicas aceptó casarse con Nicea, hija de Antípatro, pero luego rompió el compromiso, en 323 a. C., cuando Olimpia, la madre de Alejandro, le ofreció la mano de su hija, Cleopatra. Dada la discapacidad de Filipo III y la limitada aceptación de Alejandro IV, por su ascendencia bactriana, este matrimonio le habría permitido postularse como verdadero sucesor de Alejandro, y no su simple regente. Sin embargo, Antígono I Monóftalmos, sátrapa de Panfilia y Licia, se enteró de este plan secreto, y huyó a Grecia, para revelarlo a Antípatro, con lo que el matrimonio se suspendió.
Más tarde, Pérdicas hizo asesinar a Cinane, una hija de Filipo II, y tuvo que aceptar, bajo la presión de sus soldados, el matrimonio de la hija de ésta, Eurídice II con Filipo III, lo que provocó la cólera de Olimpia y de Cleopatra, que se convirtieron en una amenaza para él. Además hizo sustraer los despojos de Alejandro Magno por Ptolomeo, el sátrapa de Egipto.
Antes de luchar contra la nueva coalición enfrentada a él, dejó a Eumenes de Cardia en Asia Menor, junto con su hermano para luchar contra Antípatro, Crátero y Antígono, y se dirigió contra Egipto. Pero su arrogancia, así como sus fracasos ante Pelusio y sus tentativas de atravesar el Nilo, soliviantaron a sus soldados. Fue asesinado en 321 a. C., en un atentado llevado a cabo por dos de sus oficiales, Pitón, el sátrapa de Media y Seleuco I Nicátor, el jefe de su caballería. Seleuco logró el control de Babilonia y Siria. Pérdicas fue el primero de todos los generales de Alejandro en caer. El único de todos ellos que murió de viejo y en su propio lecho fue Ptolomeo I Sóter, rey de Egipto.